# Социалистический рабочий интернационал
Социалистический рабочий Интернационал (англ. Labour and Socialist International, фр. Internationale ouvrière socialiste) — международное объединение социал-демократических и социалистических партий, созданное в 1923 году.

## Предыстория
Первая мировая война расколола II Интернационал на сторонников гражданского мира и поддержки собственных правительств в борьбе с внешним врагом и противников «мировой бойни», из которых одни призывали рабочих воюющих стран к активной борьбе за «мир без победителей и побеждённых, без аннексий и контрибуций» (пацифисты), другие — к борьбе против собственных правительств, ведущих войну («Циммервальдская левая»).
После окончания войны оба течения откололись от II Интернационала. На базе «Циммервальдской левой» в 1919 году образовался III Интернационал (Коминтерн). Ряд партий и групп, в том числе английская Независимая лейбористская партия, Независимая социал-демократическая партия Германии во главе с К. Каутским и Р. Гильфердингом, Французская секция Рабочего интернационала (СФИО), русские меньшевики и эсеры во главе с В. М. Черновым, австрийские социал-демократы во главе с Ф. Адлером и О. Бауэром и швейцарские во главе с Р. Гриммом, разойдясь во взглядах как со Вторым интернационалом, так и с Коминтерном, образовали в феврале 1921 года так называемый «Двухсполовинный», или Венский, интернационал (официально — Международное рабочее объединение социалистических партий).
Остатки II Интернационала, проведя в 1919 году конференции в Берне и Люцерне, в июле 1920 года на Женевском конгрессе провозгласили воссоздание Второго интернационала; оппоненты называли это объединение «Бернским интернационалом».

## Между двумя мировыми войнами
В мае 1923 года в Гамбурге состоялся объединительный конгресс Бернского и Венского интернационалов; в результате слияния был создан Социалистический рабочий интернационал.
Сопредседателями Интернационала были избраны лидер английских лейбористов и один из основателей Бернского интернационала Артур Хендерсон, лидер Бельгийской рабочей партии и бывший председатель Международного социалистического бюро Второго Интернационала Эмиль Вандервельде и ещё один бельгийский социалист — Луи де Бруккер. Для организационной работы был создан Секретариат, который первоначально возглавили Томас Шоу и Фридрих Адлер, а с 1926 года возглавлял один Адлер.
Штаб-квартирой Интернационала — месторасположением его Секретариата был избран Лондон, в 1926 году Секретариат переместился в Цюрих, а в 1935 году — в Брюссель.
Социалистический рабочий интернационал (СРИ) исповедовал идеологию реформизма; его отношения с Коминтерном и Советским Союзом на протяжении многих лет оставались взаимно враждебными, лишь после победы национал-социалистов в Германии руководство СРИ разрешило своим секциям заключать соглашения с коммунистами, что сделало возможным создание во Франции и Испании «народных фронтов» для противодействия фашистам.
В июле 1936 года, после начала франкистского мятежа в Испании, руководство СРИ выразило готовность оказывать помощь испанским республиканцам; многие социалисты самоотверженно сражались в составе интернациональных бригад.
После начала Второй мировой войны и оккупации немецкими войсками ряда европейских стран, в том числе Бельгии, деятельность Интернационала прекратилась. После войны, в 1951 году, он был воссоздан как Социалистический интернационал.

## Организационная структура
Высший орган - конгресс (congress), между конгрессами - исполнительный комитет (executive committee), между заседаниями исполнительными комитетами - бюро (bureau). 

## Коллективные члены
- Аргентина - Социалистическая партия Аргентины;
- Австрия
  - Социал-демократическая рабочая партия Австрии;
- Бельгия - Бельгийская рабочая партия
- Болгария - Болгарская социал-демократическая рабочая партия
- Чехословакия
  - Чехословацкая социал-демократическая рабочая партия
  - Немецкая социал-демократическая партия Чехословакии
  - Польская социалистическая рабочая партия
  - Социал-демократическая рабочая партия Подкарпатской Руси
  - Немецко-венгерская социал-демократическая партия
- Дания - Социал-демократическая партия Дании
- Эстония - Эстонская социалистическая рабочая партия
- Финляндия - Социал-демократическая партия Финляндии
- Франция - СФИО
- Вольный город Данциг - Социал-демократическая партия Вольного города Данциг
- Германия - Социал-демократическая партия Германии
- Великобритания - Рабочая партия
- Греция - Социалистическая партия Греции
- Венгрия - Венгерская социал-демократическая партия
- Исландия - Социал-демократическая партия Исландии
- Италия - Итальянская социалистическая партия
- Латвия - Латвийская социал-демократическая партия
- Литва - Литовская социал-демократическая партия
- Люксембург - Рабочая партия Люксембурга
- Нидерланды - Социал-демократическая рабочая партия Нидерландов
- Норвегия - Норвежская рабочая партия
- Польша
  - Польская социалистическая партия
  - Немецкая социалистическая рабочая партия Польши
  - Украинская социалистическая радикальная партия
  - Всеобщий еврейский союз Польши
- Португалия - Португальская социалистическая партия
- Румыния - Румынская социал-демократическая партия
- Испания - Испанская социалистическая рабочая партия
- Швеция - Социал-демократическая рабочая партия Швеции
- Швейцария - Социал-демократическая партия Швейцарии
- Уругвай - Социалистическая партия Уругвая
- США - Социалистическая партия Америки
- Югославия - Социалистическая партия Югославии

## Председатели
- Артур Хендерсон (1923-1924, 1925-1929) (Рабочая партия Великобритании)
- Чарли Крамп (1924-1925) (Рабочая партия Великобритании)
- Эмиль Вандервельде (1929-1936) (Бельгийская рабочая партия)
- Луи Брукер (1936-?) (Бельгийская рабочая партия)